# Projet Géminis
Pour un article plus général, voir El Internado.
 (janvier 2022).
Si vous disposez d'ouvrages ou d'articles de référence ou si vous connaissez des sites web de qualité traitant du thème abordé ici, merci de compléter l'article en donnant les références utiles à sa vérifiabilité et en les liant à la section « Notes et références ».
Le projet Géminis est une organisation fictive du feuilleton El Internado produit par Antena 3. Ses membres sont les principaux antagonistes du dit feuilleton.

## Histoire

### 2 février 1943, Allemagne nazie
Dans le camp de concentration de Belzec, Ritter Wulf, chef de la division médicale de la SS et chirurgien dans ce camp, expérimentait un virus létal, créé par les mêmes nazis dans les années 1940, avec l'idée que ne survivraient que les plus forts. Cette maladie ne se transmettait que par le sang et, bien qu'elle tuait dans les deux ou trois jours, elle pouvait couver durant plusieurs années avant de se déclarer. Elle provoquait des saignements nasaux, de la cécité, de la fièvre, des œdèmes pulmonaires, des défaillances hépatiques, pancréatiques et cardiaques, puis un arrêt cardio-respiratoire.
L'idée de Ritter Wulf était d'obtenir la propagation de la maladie par voie aérienne. Ritter Wulf avait infecté un prisonnier, le numéro 287, et, après la mort de ce dernier, alors qu'il rédigeait un rapport dans son carnet, sa fille, Eva Wulf, pénétra dans la salle où il se trouvait, trébucha, chuta sur le sol et se planta l'un des échantillons de virus dans le doigt, s'infectant accidentellement par cette maladie.

### 1943-1945, Allemagne nazie
Ritter Wulf, totalement paniqué, mit sur pied un plan, le projet Géminis, afin de tenter d'obtenir par tous les moyens un remède contre le virus afin qu'Eva ne meure. Il n'y parvint pas avant 1945, lors de la chute du Troisième Reich, et dut fuir avec sa fille en Espagne et y prendre la fausse identité de Santiago Pazos. Il fut accompagné dans sa fuite par d'autres officiers nazis :
- Martin von Klaus (Joaquín Fernández) ;
- Otto Ulrich (Hugo Kraus), commandant les armées du Rhin et maréchal de la Luftwaffe ;
- Ludwing Henninger (Damián Ugarte), capitaine médical du camp de Dachau ;
- Hans Weigel (Germán Alcazar), chef de la chancellerie, général de la SS et secrétaire personnel d'Hitler ;
- Karl Fleischer (colonel Araujo), chef de la gestapo en France ;
- Adolf Merkel (Guillermo García), chef des affaires juives et responsable du massacre de Dessau ;
- Teodora Räuber.

### 1945, Espagne
Une fois établis en Espagne, Santiago Pazos et les autres nazis fondèrent l'orphelinat Lagune noire (qui fut dirigé par Joaquín Fernández), au milieu du bois de la Lagune noire, où ils pourront continuer leurs expériences sur des enfants (étant orphelins, personne ne les réclamerait), avec pour objectif de trouver un remède contre le virus et l'améliorer pour des projets futurs. 
Pour cela, ils créèrent un complexe de couloirs souterrains sous le bâtiment où ils avaient un bloc chirurgical, des laboratoires et d'autres installations. Les souterrains communiquaient avec l'extérieur par plusieurs entrées secrètes (une cheminée, une trappe et un puits situés dans le bois, etc.), ils y cachaient également de nombreuses œuvres d'art et des bijoux volés aux juifs par les nazis durant la Seconde Guerre mondiale (parmi les œuvres, le Triptyque de l'épiphanie de Jérôme Bosch), certainement dans le but de financer leurs expérimentations.
En plus de ces tunnels, ils fabriquèrent une salle de réunions secrète, accessible par une trappe secrète d'une chapelle, l'ermitage.
Ils créèrent également l'entreprise pharmaceutique Ottox leur servant de couverture pour réaliser leurs expériences.
Ritter Wulf, qui avait couché toutes les informations sur ses recherches dans un carnet scientifique qu'il avait laissé en Allemagne, ne pouvant continuer ses plans sans lui, demanda à un de ses camarades resté à Nuremberg, le capitaine von Hummer, de le lui envoyer. Ce dernier le lui envoya par le biais de son fils, Helmuth, qui fut adopté par Joaquín Fernández à son arrivée en Espagne, ayant pour conséquence l'exécution de son père par les Russes. L'enfant prit l'identité de Camilo Belmonte.
Ritter Wulf, qui perdit l'espoir de trouver l'antidote au virus avant la mort de sa fille, décida de la cryogéniser dans un cercueil de verre, dans la cave de sa maison, afin d'attendre la découverte du médicament qui la sauverait.

## Membres
- Santiago Pazos (dont la véritable identité est Ritter Wulf) ;
- Hugo Alonso (professeur d'éducation physique et de karaté de l'internat Lagune noire) ;
- Jacques Noiret (propriétaire de l'internat Lagune noire) ;
- Lucía García (médecin de l'internat Lagune noire) ;
- Roque Sánchez (élève de l'internat Lagune noire) ;
- Rubén Bosco (élève du groupe d'élèves surdoués de l'internat Lagune noire) ;
- Andrés Novoa (père de Marcos et Paula Novoa Pazos)
- Clara Sáez (professeur de danse de l'internat Lagune noire) ;
- Lieutenant Jimeno (lieutenant de la garde civile) ;
- Mario Torres (avocat de Marcos et Paula Novoa Pazos).

## Victimes
- Daniel Alonso ;
- Verónica Fernández, son mari et ses enfants ;
- Elsa Fernández ;
- Valentina León ;
- Susana López ;
- Susana del Río ;
- Pedro Camacho ;
- Nora Díez ;
- Manuel ;
- Lucas Pérez ;
- Juan Márquez ;
- José Expósito ;
- José Antonio Sanz ;
- Ignacio « Nacho » García ;
- Gabriela Sánchez ;
- Francisco Hernández ;
- Esteban López ;
- Dimitri ;
- David Almansa ;
- Daniel Medina ;
- Cristina Palacios ;
- Cayetano Montero ;
- Carolina Leal ;
- Beatríz Martos ;
- Arturo Álvarez ;
- Apostolía ;
- Alfonso Ceballos ;
- Adriana Sardá ;
- Adrián Lastra ;
- Carlos Almansa (Fermín)

## Membres victimes
- Mateo Tabuenca